# Christopher Zytphen-Adeler
Gerhard Christopher baron Zytphen-Adeler (31. august 1851 på Dragsholm – 8. juli 1915) var en dansk adelsmand og arkivar i Udenrigsministeriet, bror til Frederik og Otto Zytphen-Adeler.

## Karriere
Han var søn af kammerherre, lensbaron G.F.O. Zytphen-Adeler og hustru Bertha Frederikke Henrietta født Løvenskiold ("Fritze"). Han blev student fra Schneekloths Skole 1871, blev cand.jur. 1878. Han blev ansat i Udenrigsministeriet samme år og blev forfremmet til fuldmægtig 1889 og arkivar 1894-1909.
Zytphen-Adeler lagde en stor indsats i foreningsarbejde. Han var formand for Dansk genealogisk Institut, i bestyrelsen for Kjædeordenen og for Københavns Bespisningsanstalt for Trængende, adm. direktør for Admiral J.B. Winterfeldts Stiftelse (Trøstens Bolig), næstformand i Hygæa, kasserer og adm. direktør i Klubben, medlem af bestyrelserne for Schneeklothianer-Samfundets Understøttelsesfond, Foreningen til Gamle Bygningers Bevaring, Foreningen til Dyrenes Beskyttelse, Det kgl. danske Haveselskab, Døtreskolen til Frederik VI's Minde. Han var tillige formand for bestyrelsen for Dansk Adelsforbund, der blev oprettet 1908, og for Urnelegatet og medlem af bestyrelsen for Adels-Aarbogs-Foreningen.

## Dekorationer
Han var Ridder af Dannebrog og Dannebrogsmand. Han var desuden dekoreret med de udenlandske ordener Badenske Zähringer Løve Orden, Franske Æreslegion, Italienske Krone Orden, Japanske Hellige Skats Orden, Japanske Opgående Sols Orden, Norske Sankt Olavs Orden, Nederlandske Løves Orden, Portugisiske Kristusorden, Preussiske Krone Orden, Portugisiske Undfangelsesorden af Vila Viçosa, Russiske Skt. Anna Orden, Siamesiske Krone Orden, Nordstjerneordenen, Spanske Carl III's Orden, Vasaordenen, Tyrkiske Medjidieh Orden, Tyrkiske Osmannieh Orden.
Han var ugift.

## Publikationer
- Den danske Adel i Nutiden, privattryk.
- Georg Frederik Otto Lehnsbaron Zytpen-Adeler – 1810: 10.Mai :1910, København: Schultz 1910.